# Stade 20 Août 1955
El Stade du 20 août 1955 (en árabe: ملعب 20 أوت 1955) antiguamente Stade d'El Annasser es un estadio multiusos ubicado en el corazón de la ciudad de Argel en Argelia. Es uno de los estadios más antiguos de Argelia, se usa principalmente para la práctica del fútbol y de atletismo y posee una capacidad de veinte mil espectadores. Dos clubes argelinos juegan aquí sus partidos el CR Belouizdad y OMR El Anasser.
Antes de la inauguración del Stade 5 Juillet 1962 el 17 de junio de 1972, el estadio 20 agosto 1955 albergó los partidos más importantes de la Selección de Argelia y las finales de la Copa de Argelia.